# NHK衛星第2テレビジョン
NHK衛星第2テレビジョン（エヌエイチケイえいせいだいにテレビジョン、略称：BS2（ビーエスツー）、デジタル放送の受信機表示アイコン：NHK2）は、かつて放送されていた日本放送協会（NHK）のBSテレビチャンネルのひとつ。現行放送法上の衛星基幹放送に該当する。デジタル・アナログとも、NHKは2011年3月31日をもって委託放送事業者（現：衛星基幹放送事業者）としての放送を終了した。リモコンキーIDはその名の通り「2」であった。

## 概要

### 放送開始の経緯・開始当時の状況
NHKの衛星放送は当初から2チャンネル体制での放送体制を計画しており基本的には山間部や離島地域など難視聴地域への対策を目的としてNHK衛星第1テレビジョン（BS1）が総合テレビ、BS2が教育テレビのそれぞれの同時・ないしは時差編成を中心として行うこととしていた。しかし1984年5月12日の開局時に使用した「ゆり2号a」の中継器とその予備各1台が故障するトラブルに巻き込まれ、予定していた2チャンネル体制での放送は急遽中止。放送後しばらくは1チャンネルで地上波2チャンネルの同時・時差編成の混成放送を行うこととなった。
1986年2月12日、本来は予備衛星となる予定であった「ゆり2号b」が打ち上げられ本来の2チャンネル体制が可能な環境が確立。1986年12月25日から2チャンネル体制での放送が開始された。当初は教育テレビとの同時編成が主だったが、1987年7月4日からBS1が24時間完全自主編成の放送となってからは地上波2チャンネルの同時・時差編成を中心に行い（この頃までは原則6時開始から24時放送終了までで、災害など緊急時は放送時間を延長していた）、1989年6月1日からの本放送突入以後はそれを並行しつつも本格的な独自編成を取り入れた24時間放送（ただし初期の頃は実際は後述のとおり23時間以下しか放送されなかった）を開始するようになった。
本放送開始に寄せて、最初の2日間は従来の地上波の時差編成が主体であり、独自編成に移行してからの最初の番組は、6月3日0:00 - 0:05（6月2日深夜）に行われた「新しい衛星放送時代のスタートに当たって」と題した当時のNHK会長・島桂次によるスピーチで、これに続き「BSオープニングスペシャル」が、6月4日一杯をかけて48時間にわたり、藤沢市「湘南台文化センター」を主会場に生放送された。

### 完全デジタル化に向けた措置
2011年のテレビ放送の完全デジタル化に向けて衛星放送は抜本再編されることになった。これに伴いBS2・BShiは2010年度いっぱいで放送終了することが決定した。BS2は、2010年度を「現在のハイビジョン専用チャンネルとしての最終年度」と位置づけたBShiとの連動性を図り、更に文化・娯楽・教養の番組コンテンツの充実を図ってハイビジョン化につなげる編成が行われた。
総務省における手続きを経て2010年12月9日、NHKから新生BSの概要が発表された。チャンネル通称名・コンテンツを引き継いだBS1と異なり、BS2とBShiは連動性の実績を生かして新しいチャンネル「BSプレミアム」として生まれ変わることになった。これに伴い、BSプレミアムのオリジナルドラマ・アニメなどの放送が決定した。
BSプレミアムの意味合いとしては「見るべきテレビが、ある」をテーマに掲げ、ハイビジョン映像の高画質による高級感のあふれる娯楽（映画・演劇・音楽・芸術）と教養の総合チャンネルの番組を提供するという狙いが込められている。
2011年3月31日24時をもってBS2・BShiは閉局し、BS1は標準画質放送を終了した。その後デジタル放送スロット数変更の作業を行い、翌4月1日朝6時に新生ハイビジョンチャンネル「BS1」・「BSプレミアム」が放送を開始した。
新BS1・BSプレミアムの放送開始と同時にBS2で実施されていた地上波放送難視聴者対策放送も終了した。デジタル放送完全移行後も地上波が映らないため、BSアナログを視聴している一部地域にはBSデジタルチューナーを配布し、地デジ難視対策衛星放送で見られるようにする対策をとった。ただし、『連続テレビ小説』と『大河ドラマ』については引き続きBSプレミアムで地上波よりも先に放送される（前者は平日7:30 - 7:45（再放送もあり、土曜には6話連続放送もある）、後者は日曜18:00 - 18:45）ほか、『さわやか自然百景』などごく一部の地上波番組もBSプレミアムで引き続き放送される。高校野球中継・大相撲中継は放送が無くなるほか、地上波ニュース番組のBS同時放送も災害・地震・津波などの全波一斉放送の臨時ニュースを除いて完全になくなった。 さらに大晦日の『NHK紅白歌合戦』も衛星放送からの放送がなくなる。

### 放送終了後の旧BS2のチャンネルについて
アナログBS2に割り当てられていた物理BS-11chについては、同年7月24日の正午まで「BSプレミアム」のサイマル放送が行われた。正午以降はアナログ放送の終了告知のみに切り替えられ、同日中に停波した。なお、当初は24時間放送を停止して深夜から早朝の数時間に放送休止枠を設定し、その時間帯に「技術実験」として次世代ハイビジョンなどの試験放送を行うことも検討されていたが、実施されなかった。
一方、デジタルBS2に割り当てられていた102chは、従前のリモコンキーID「2」を引き継ぎ、2011年4月以降は新生BS1のサブチャンネルとして運用されることとなった。当初は臨時用チャンネルの扱いで通常時は使用せず、番組表（EPG）にも表示されていなかったが、同年10月17日のメンテナンス終了以降は番組表上に常時表示されるようになり、2013年1月10日からはマルチ編成を実施しない時間帯も102chでBS1の通常番組を放送するようになった（このため、102chでは2年ぶりに通常編成の放送が復活した）。2023年12月1日のNHK BSへの再編時もサブチャンネル・リモコンキーIDはそのまま承継され、現在に至っている。

## 沿革
- 1986年12月25日 - 試験放送開始。
  - 当初1984年に教育テレビの時差配信（難視聴地域対策）で開局する予定であったが、放送衛星「ゆり2号a」の中継器3台のうち2台が故障、2チャンネル分の放送ができなくなったため、「ゆり2号b」の打ち上げ成功を待って予定より2年以上遅れて開局。
- 1987年7月4日 - 衛星第1テレビの独自編成移行に伴い、総合・教育の混合時差編成（実質混合編成が半年ぶりに再開）となる。
  - 以上ここまで、原則として放送開始午前6時 - 放送終了午後12時（翌日午前0時）だった。
- 1989年6月1日 - 本放送開始[3]。
  - チャンネルの独自性を明確にするため、エンターテインメント（映画、演劇、コンサートなど）を中心にした番組に移行する。地上波の時差編成も継続[注 8]。
  - ただし24時間体制での放送であるが、1989年6月3日から1991年11月25日のハイビジョン試験放送（BS-9ch。後のNHKデジタル衛星ハイビジョン（BShi））が開局するまでの間は毎日原則として14時から15時（大相撲本場所期間中は17時から18時）にハイビジョン配信実験が行われた。この当時はMUSE・NTSCコンバーター内蔵テレビが普及していなかったため、主として各地のターミナルなどのモニター会場での上映が中心だった。この為実質的には23時間放送だった。また1991年5 - 8月の一時期は「ゆり3号a」の太陽電池のトラブルがあり3チャンネル分の電波が供給できない事態となったため、「ゆり3号a」と「ゆり2号b」を相互に切り替えて使用する形で併用して放送した（衛星の切り替えは朝と深夜に行われ衛星の切り替えが行われる際、一瞬映像が乱れることがあった）。
  - 1997年8月1日にBSAT-1に移行するまでは毎年2 - 4月及び8 - 10月の一時期は食（放送衛星が地球に入り、太陽電池が使えない状態）が発生するため午前0:30 - 4:30を放送休止とし初期は19時間、後に20時間放送となった。また、年に1 - 3回不定期で月による食（放送衛星が月に入り、太陽電池が使えない状態）で1 - 4時間（深夜帯以外では15分程度）放送休止することがあった。
  - また、1990年代中盤ごろまでは、NHK放送技術研究所（NHK技研）主催により毎週日曜日深夜（月曜未明）の数時間を衛星放送を活用したデータ放送やファクシミリ放送などのテスト実験（技術実験）を行っていたため、この時間帯も一般向け放送は休止されていた（台風・災害・地震時の緊急報道のときは通常放送）。
- 1997年10月5日 - 字幕放送開始。
- 2000年
  - 9月10日 - デジタル衛星第2テレビジョンの試験放送開始[8]。
  - 12月1日 - デジタル衛星第2テレビジョンの本放送開始[9][10][11]。
    - BSアナログ放送停止までの暫定措置として、BSアナログ放送と同内容の放送を行う。NHKでは将来的なBS衛星放送の完全デジタル化を目指し、それへの移行を円滑に進めるための放送と位置づけている。
- 2007年
  - 11月1日 - アナログ放送局（JO22-BS-TV）廃局、委託放送事業者に移行。
  - 11月26日 - 独立ラジオ放送や独立データ放送の閉局や一部放送局の物理チャンネル変更に伴う衛星スロット配置の変更。
    - デジタル放送はこの日5時から従来の8スロットに3スロット追加されて11スロットでの放送となり、画質が向上した。
- 2008年5月1日 - アナログ放送の透かしの「BS2」の下に「アナログ」の透かし文字を追加。
  - 2011年7月のアナログ放送終了に備えて、視聴者が自分でアナログ放送かどうかを識別できるようにした（デジタル放送は変更なし）。
- 2010年
  - 7月13日 - アナログ放送では16:9レターボックス放送時、日中放送分の時間帯で画面下の黒帯部分にアナログ放送終了の告知テロップをロールスーパーで流している（NHKアナログ終了コールセンターの電話番号が書かれたテロップが出たところで止まる）。形式は地上波のアナログ総合テレビと同じだが、表示内容は異なる。このロールスーパーでテロップが表示されている間は「BS2 アナログ」のウォーターマークが一時消去される。
  - 10月25日 - アナログ放送では開始冒頭にロールスーパーでアナログ放送終了に関する告知テロップを流し、その後「BS2 アナログ」のウォーターマークと同時にNHKアナログ終了コールセンターの電話番号が書かれたテロップが常時表示される（常時表示はコールセンターの受付時間中に行なっている。16:9レターボックスに限らず、4:3や14:9セミレターボックスの場合でも表示される）。2011年1月24日からは受付時間「毎日午前9時 - 午後6時」も追加表示され、受付時間外を含めた終日表示となった（4:3フルサイズ放送時は除く。アナログBS1も同様）。
- 2011年
  - 3月11日 - 東北地方太平洋沖地震（東日本大震災）発生。発生当初は総合テレビと同じ番組内容による津波警報を放送[12]。その後教育テレビの安否情報の番組の放送に切り替え、そのままBS2独自編成を中断。3月14日以後当面は教育テレビの番組（安否情報以外の一部一般番組含む）も放送。3月14日 - 3月18日深夜（3月15日 - 3月19日未明）0時から5時までは節電のため深夜放送中断。BS2が数日間にまたいで深夜放送を中断するのは1997年（地球食の影響による）以来。ただし、データ放送とEPGは利用可能。
    - 同時期、BS1も総合テレビの番組の同時配信を行う。このため、通常はBS2で放送の『NHKニュースおはよう日本』、『NHKニュース』（正午）、『NHKニュース7』は暫定的にBS1へ移行。また、この時期に放送できなかった一般番組の一部については、BShi（ID3=103ch）に代替して放送を行った。
    - また、『連続テレビ小説』の放送は、『てっぱん』を3月26日まで放送予定だったのが、総合テレビと同じで3月18日まで休止、3月19日の再開から3月30日までは当初予定より1週間延期する形で、通常通りの時間に放送[注 9]としたが、3月31日の閉局に伴い、3月31日の放送は残り3回分をまとめて放送した。また土曜日朝の1週間分再放送は閉局に伴いBShi→BSプレミアムへの振替も含めて実施せず、改めて4月9日に総合テレビジョンの16 - 17時台に変更して放送した。なお、次の『おひさま』についてはBSプレミアムへの移行準備に伴い放送しないことになっていたため、放送がなかった[注 10]。

  - 3月19日 - 午前5時の放送開始時から通常番組編成に戻すが、BS1は一般放送と並行して震災関連放送を続ける関係上、上記の3番組はBS1・2のサイマル放送（『おはよう日本』は一部の時間のみ）となる。
  - 3月31日 - 現体制における「NHK衛星第2テレビジョン」の放送を24:00で終了（BS1も同時刻に一旦放送休止）。BS2としての最後の番組はBSプレミアムの新番組について仲間由紀恵が紹介した番組宣伝（23:30 - 24:00）[13]で、番宣以外では21:00-23:30に放送された「大集合!青春のフォークソング」であった[14]。なお、24:00から3分間現行のBS放送終了と4月1日6:00から開始の新BS放送の案内[注 11]を放送した。
  - 4月1日 - 新体制における「BS1」・「BSプレミアム」の放送を開始（6:00開始。当初はデジタル・アナログ同時放送）。102chは新BS1の臨時放送用のチャンネルとして使用され、普段入力した場合は新BS1に誘導される。また、アナログBS2に割り当てられていた物理BS-11chは、これ以後暫定的ながらBSプレミアムの内容をそのまま放送する[注 12]。
  - 7月24日 - 正午をもってアナログでのBSプレミアムの同時放送を終了し、デジタルに一本化。

## チャンネル内訳

### デジタル放送
チャンネル名は「NHK BS2」。
- BS102ch
- リモコンキーID：2

BS2の終了後、102chは新BS1のサブチャンネル（2013年1月10日からで、それまでは臨時チャンネル扱い）となった。

### アナログ放送
- BS-11ch

当初、BSアナログ放送では第1テレビではBS-11ch、第2テレビはBS-15chを使用する予定だった。
BS2の終了後は、2011年7月24日までBSプレミアムのサイマル放送をしていた。
中継局
- 小笠原父島 VHF10ch（10W）
- 小笠原母島 VHF12ch（1W）
- 南大東 VHF6ch（100W）

小笠原諸島では2010年6月末まで、BS2、BS1とは別に通信衛星を使い関東広域圏と東京都域の地上波テレビ放送（総合テレビ、教育テレビ、民放キー局、TOKYO MX）が再送信されていた。
大東諸島では、BS2、BS1とは別に通信衛星を使い関東広域圏の地上波テレビ放送の内、総合テレビ、教育テレビと県内民放のキー局であるTBSテレビ、フジテレビ、テレビ朝日が再送信されていたが、2011年7月22日に沖縄県域局のデジタルテレビ中継局が開局し、県域放送が視聴可能となった。

## 放送形態
毎日5:00起点の24時間放送（年1回メンテナンスのためデジタル放送のみ放送休止あり。アナログ放送は送出を2系統化しているためメンテナンスがあっても完全無休で放送）。

### 放送編成
BS1がニュースやスポーツ中継を中心とした編成であるのに対してBS2は映画やコンサート中継、アニメ、海外ドラマなどエンターテイメント性の高い番組を中心に編成されている。スポーツ中継は大相撲（2011年初場所を最後に終了）、春と夏の高校野球（開・閉会式、準々決勝、準決勝、決勝）のみに限られるがBS1の編成の都合上で放送できない場合まれに放送されることがあった（2007年7月29日のAFCアジアカップ決勝戦がBS1で参議院通常選挙開票速報放送に伴う代替放送もこれに該当した）。
また、先述の通りBS2が「（地上波の）難視聴解消を目的とする放送」と位置付けられていたため、『NHKニュースおはよう日本』『NHKニュース7』『NHKのど自慢』・『国会中継』『日曜討論』など、総合テレビとのニュース番組の同時放送、さらに『連続テレビ小説』の45分先行放送、1週間分再放送、『大河ドラマ』の2時間先行放送など、総合テレビや教育テレビの番組を時差編成で放送していた。BSアナログ放送のチャンネルでは唯一、日本語字幕放送を行っていた。
また、衛星波3チャンネルの中では唯一「NHKニュース速報」のテロップは表示せず、地震速報のみ速報テロップ表示（全国放送で震度3以上の場合に限る）を行う。ローカルの地震速報の場合は衛星波3チャンネルとも表示なし。また、衛星波3チャンネルとも交通情報・気象警報のテロップ表示も一切行われていない（総合テレビが担っているため）。
台風が日本列島に接近・上陸する恐れがある時や地震での大規模災害があった時は、深夜から早朝の番組の一部を総合テレビとサイマル放送で差し替える形をとったことがある（なお、東日本大震災の時は発生から1週間はBS1が総合テレビ、BS2が教育テレビの同時放送を行い、その後もBS1は総合テレビの地震関連ニュースを終夜体制で同時放送。BS2は『おはよう日本』、『正午のニュース』、『ニュース7』をBS1と同時放送した以外はほぼ通常編成に戻した）。
『おはよう日本』の前身『NHKニュースワイド』→『NHKモーニングワイド』の時代には、週替わりで全国のローカル枠の番組を放送したことがあった。

### 放送映像・音声ほかの仕様
デジタル・アナログともに同一内容を放送。デジタル放送についてはNHKは放送免許を持たず、委託放送事業者として放送を行った。アナログについても2007年10月31日24時をもってNHKの放送局としては廃局となり、委託放送事業者に移行した。
BSデジタル放送では標準画質であるが放送時間の大半がハイビジョン同様16:9の画面で放送され、2か国語放送・解説放送もステレオで放送される事があるほか一部の音楽・映画番組では5.1サラウンド放送もある。またリモコンのdボタンで、気象情報のデータ放送を見る事もできる。なお、16:9の画面で放送されている番組は原則としてハイビジョン制作である。2006年11月20日よりハイビジョン制作の番組（一部の15秒、30秒、1分の番組案内スポットも含む）は原則として16:9の画面で放送されている。またBSデジタル放送開局時から2007年11月26日0:55までは8スロットによる放送であったが、アナログBShiの終了に伴う衛星スロット配置の変更に伴い同日5:00から3スロット追加されて11スロットでの放送となり画質が向上した。 

### 放送休止
- 前述のとおり、24時間放送が開始された1989年6月から1997年の「BSAT-1a」への移行までの、いわゆる「ゆりシリーズ」の時代は、「食」により、地球・月・太陽と放送衛星が重なり電波がさえぎられる時間があるため、その間の基本0:30 - 4:30の間は放送休止としていた。なお左記とは別に1991年11月24日までは毎日1時間、ハイビジョン伝送実験として日中の1時間、日曜深夜から月曜未明にも技術実験時間が行われたため、その時間帯は放送休止となっていたが、食の期間でも午前4:30 - 5:00にその技術実験が行われたため、日曜深夜から月曜未明の放送休止が実質延長されたことがあった。
- 2006年7月2日深夜（3日 0:55 - 5:00）にメンテナンスのためアナログ・デジタルとも放送休止となった（デジタル放送はデータ放送・EPGを含めて休止とアナウンスはされているが実際には停波しない限り利用可能である）。BSアナログ放送でのBS2の放送休止は1997年春に「食」による放送休止がなくなってからは1997年と1998年に設備メンテナンスで数回あったが、2000年12月1日のBSデジタル放送開始以降では初めてである（それまでは6年近く放送休止が全く無かった）。
- 2006年9月3日深夜（4日 0:55 - 5:00）に設備保守点検のため、アナログ・デジタル共に放送休止になった（デジタル放送は放送休止中もデータ放送・EPGは利用可能。また青ボタンを数秒間押して表示するB-CASカードの番号確認も可能）。デジタル放送の放送休止時の灰色画像は画角16:9となっている。
- 2006年11月20日 0:55 - 5:00（BS1は1:10 - 5:00）にデジタル放送のみ放送休止でアナログ放送のみで通常放送を行った。
- 2007年6月11日未明、9月18日未明に、BS1、BS2、BShiのBS放送全チャンネルが海外向け国際放送のNHKワールドTV、NHKワールド・プレミアム（6月11日未明のみ）とともに放送・配信が休止された。
- 2007年11月26日0:55 - 5:00（BS1は1:00 - 5:00）にデジタル放送のみ放送休止でアナログ放送のみで通常放送を行った。これは独立ラジオ放送や独立データ放送の閉局や一部放送局の物理チャンネル変更に伴う衛星スロット配置の変更作業に伴うものである。
- 2010年10月31日深夜（11月1日未明）・11月28日深夜（29日未明）の1時から5時 アナログ・デジタルとも定期点検のため放送を休止（BS3波一括。2007年9月18日未明以来約3年ぶりのアナログ・デジタル完全停止）。また1時の放送終了後にはブルーバック字幕（普段、BShiの休止時に出ているものと同じ柄）で「衛星第2テレビジョンは放送設備の点検整備のため、午前5:00まで放送を休止しています。なお、デジタル衛星第2テレビジョンのデータ放送とEPG（番組ガイド）もご利用いただけません。ご了承ください。」の字幕を表示した（動くカラーバーも数分程度、合間を見て流していた）。2011年1月30日深夜（31日未明 1:00 - 5:00）および2月13日深夜（14日未明 1:00 - 5:00）も同様の放送休止となったが、こちらは「なお、データ放送とEPG（番組ガイド）についてはご利用いただけます。」という文言に変わっていた。
- 2011年3月14日 - 3月19日 震災に伴う省エネ対策での放送休止時は特にエンディングの放送はなく、24時の放送終了時はグレーバックの映像のみ放送される[注 20][15]。

### 時報スーパー
- 月 - 金曜日 5:00 - 8:15 （2006年8月15日は8:30まで延長）
- 土曜日 5:00 - 8:05
- 日曜日 5:00 - 10:00（『日曜討論』終了まで、ただし『日曜討論』の放送がない場合には9:00で消去）、12:15 - 13:00 （『NHKのど自慢』終了まで。ただし、『のど自慢』の放送が休止となる場合には表示なし）

#### 備考
- 上記以外の時間帯でも総合テレビと同時放送の場合、時報スーパーの表示が行われることがある。
- 2006年11月22日より、アナログ放送での時報スーパーの縁が地上波と同様に薄くなった（地上波よりもさらに縁が薄い）。しかし位置が地上波アナログ放送よりやや左上に寄っているため、一部のテレビでは全て表示できない場合がある。
- 1998年3月まで平日朝の時報スーパーの表示は9:30までだった。
- 時刻切り替わりはアナログ・デジタルともクロスカット。
- 2004年3月28日までは、7:00・12:00・19:00に独自の時報を入れていた。

### コールサインの遍歴
デジタル放送
受託放送事業者（現：基幹放送局提供事業者）の放送衛星システム（B-SAT）が一括して管理・コールサイン保有・送信している関係からNHKは委託放送事業者（現：認定基幹放送事業者、正確にはそのうち衛星基幹放送事業者）として放送を行っていたため、最後までNHK単体でのコールサインは無かった。無論、他の全てのBSデジタル放送局にも無い。
アナログ放送
2007年10月31日まではNHKが送信業務を実施していたため、NHK単体でのコールサインが割り当てられていた。このコールサインは放送を発信する衛星によって割り当てられたコールが異なっていた。
1. 1984年（試験放送開始当初 ゆり2号a使用） JO2B-BS-TV
2. 1986年（ゆり2号b使用） JO20-BS-TV
3. 1990年（ゆり3号a使用） JO32-BS-TV → 後に、B-SAT所属のBSデジタル放送を行う衛星基幹放送局（BSAT-3c及びその予備衛星使用）のコールサインとして再割当されている。
4. 1997年（BSAT-1使用） JO22-BS-TV（放送では「ジェイオーにーにービーエスティーヴィー」と読み上げ）

※チャンネルは一貫してBS-11ch
2007年11月1日以降はアナログ放送もB-SATに送信業務を委託し委託放送事業者に移行したため、NHK単体でのコールサインは廃止された。

## その他
極初期のころ、NHK衛星放送局宛に受信報告書を郵送した場合、放送衛星をデザインにあしらったベリカードを発行することがあったが、その後はオリジナルのベリカードは発行されていない。